# Andreas Clauß
Andreas Clauß (* 13. Januar 1969 in Mannheim) ist ein ehemaliger deutscher Fußballtorwart, der nach dem Ende seiner aktiven Laufbahn als Torwart-, Co- und Übergangs-Cheftrainer gearbeitet hat. Er war viele Jahre als Spieler und Trainer für den SV Waldhof Mannheim tätig. Seit 2021 ist er Torwarttrainer beim Zweitligisten  1. FC Kaiserslautern.

## Karriere
Andreas Clauß begann das Fußballspielen bei Phönix Mannheim, bevor er 1983 zum SV Waldhof Mannheim wechselte. Dort reifte er zum Nachwuchsnationalspieler heran. Beleg dafür war die Teilnahme an der U-20-Weltmeisterschaft 1987 in Chile. Clauß wurde mit dem deutschen Team Vizeweltmeister, kam jedoch nur einmal zum Einsatz. Bis 1998 kam er im Verein auf 57 Einsätze im Profifußball, davon sieben Einsätze in der 1. Bundesliga und 50 Einsätze in der 2. Bundesliga. Nach den Stationen Kickers Offenbach, SV Darmstadt 98 und der 2. Mannschaft des 1. FC Kaiserslautern, wo Clauß jedoch nur sporadisch zum Einsatz kam, wechselte er im Sommer 2007 ablösefrei von Kaiserslautern wieder zum damaligen Oberligisten SV Waldhof Mannheim.
In der Saison 2007/08 war er für Waldhof Mannheim nicht nur als Torwart eingesetzt, sondern assistierte Alexander Conrad auch als Co-Trainer. Zum Saisonende 2007/08 beendete Clauß seine Spielerkarriere und war weiterhin als Co-Trainer des SV Waldhof Mannheim tätig. Aufgrund der Vertragsauflösung mit Adnan Masić und des daraus resultierende Fehlens eines Ersatztorhüters wurde Clauß in der Saison 2010/11 im Alter von 41 Jahren wieder in den Kader des SV Waldhof berufen. 2012 wurde sein Vertrag als Co-Trainer verlängert.
Clauß wurde ab dem 2. April 2013 seit dem Rücktritt von Trainer Reiner Hollich Interims-Cheftrainer beim Südwest-Regionalligisten SV Waldhof Mannheim. Bei der offiziellen Vorstellung von Jürgen Kohler als neuer Sportdirektor des SV Waldhof Mannheim wurde Clauß als Cheftrainer bestätigt und blieb dies bis zu Saisonende.
Am 17. Mai 2014 verabschiedete er sich beim letzten Saisonspiel gegen den KSV Baunatal nach über 20 Jahren aus dem Verein; gegenüber der Presse ließ er verlauten, dass noch keine neue Aufgabe für ihn bevorstünde. Seit 1. Juli 2015 war Andreas Clauß am Nachwuchsleistungszentrum des 1. FC Kaiserslautern als Co-Trainer angestellt, bevor er im Juli 2021 Torwarttrainer der Profimannschaft der Pfälzer wurde.